# Médicos, línea de vida
Médicos, línea de vida (doslova Lékaři, záchranné lano) je mexická telenovela produkovaná společností Televisa a vysílaná na stanici Las Estrellas v roce 2019. V hlavních rolích hráli Livia Brito, Daniel Arenas a Rodolfo Salas.

## Obsazení
- Livia Brito jako Regina Villaseñor[3]
- Daniel Arenas jako David Paredes[4]
- Grettell Valdez jako Ana Caballero[5]
- José Elías Moreno Jr. jako Gonzalo Olmedo[6]
- Carlos de la Mota jako Luis Galván[6]
- Isabel Burr jako Cinthia Guerrero
- Marisol del Olmo jako Constanza[5]
- Erika de la Rosa jako Mireya Navarro[5]
- Rodrigo Murray jako René Castillo[5]
- Federico Ayos jako Rafael Calderón[6]
- Daniel Tovar jako Daniel Juárez[6]
- Dalilah Polanco jako Luz González[5]
- Scarlet Gruber jako Tania Olivares[5]
- Mauricio Henao jako Marco Avalos[6]
- Lorena García jako Pamela Miranda
- Michel López jako Diego Martínez[6]
- Rodolfo Salas jako Arturo Molina[6]
- Jorge Ortiz de Pinedo jako doktorka Lara
- Iliana Fox jako Susana[7]
- Osvaldo de León jako Sergio
- Luis Gatica jako Paco
- Raquel Garza jako Elena
- Eugenia Cauduro jako Patricia
- Irineo Álvarez jako Andrés
- Lía Ferré jako Cecilia
- María Alicia Delgado jako Martha
- Miguel Pizarro jako Esteban
- Carina Ricco
- Roberto Miguel
- Eugenio Montessoro
- Ricardo Mendonza "El Coyote"
- Jaime Maqueo
- Karen Furlong